# Hoplia vestita
Hoplia vestita är en skalbaggsart som beskrevs av Karl Henrik Boheman 1858. Hoplia vestita ingår i släktet Hoplia och familjen Melolonthidae. Inga underarter finns listade i Catalogue of Life.